# عبد المجيد عبد الباري
عبد المجيد عبد الباري (16 يونيو 1991 [بحاجة لمصدر] – 26 يوليو 2023) كان مقاتلًا في تنظيم الدولة الإسلامية.   ابن عادل عبد الباري.
بعد تداول مقطع الفيديو المتعلق ياعدام الصحفي الأمريكي جيمس فولي، ركزت الاستخبارات البريطانية – بحسب ما ورد – على ثلاثة مشتبه بهم يُعتقد أن أحدهم قد يكون هو المقاتل الظاهر في الفيديو الملقب بـ"الجهادي جون"، والذي وُثّق وهو يعدم فولي، ويتباهى لاحقًا بتنفيذ العملية.
نال عبد الباري شهرة واسعة عندما برز كمشتبه به رئيسي في ملاحقة "الجهادي جون"،     لكن في فبراير 2015، تم الإبلاغ أن منفذ الإعدام كام محمد إموازي من لندن. 
خلال فترة انضمامه إلى تنظيم الدولة، ظهر عبد الباري في صورة يحمل فيها رأسًا مفصولًا، وأعلن العداء للغرب. 